# NGC 7498
NGC 7498 (другие обозначения — PGC 70590, ESO 535-6, MCG -4-54-8) — галактика в созвездии Водолей.
Этот объект входит в число перечисленных в оригинальной редакции «Нового общего каталога».